# 新稠李站
新稠李站（羅馬化：Novye Cheryomushki）是莫斯科地鐵卡盧加－里加線的一個車站。此站在1962年10月13日啟用，一度成為該線的總站兩年。  